# Flavius Gallicanus
Flavius Gallicanus (nach legendarischer Überlieferung † 362 in Alexandria) war im Jahr 330 römischer Konsul. Über sein Leben ist nichts Zuverlässiges bekannt.

## Historische Person
Gallicanus ist durch Inschriften und Papyri als Konsul des Jahres 330 gemeinsam mit Valerius Tullianus Symmachus bezeugt. Auf einer Inschrift wird eine Asteria als die Tochter und eine Bruttia Aureliana als eine Enkelin eines Konsuls Gallicanus genannt. Ob sich diese Inschrift auf den Konsul des Jahres 330 bezieht oder auf den Konsul des Jahres 317, der Ovinius Gallicanus hieß, ist nicht sicher zu sagen. Auch eine im Liber Pontificalis bezeugte Schenkung an die Kirche der Heiligen Petrus, Paulus und Johannes in Ostia kann keinem der beiden Gallicani sicher zugeordnet werden.

## Legende
Entweder er oder der andere Konsul gelten als historischer Kern der ansonsten weitgehend legendären Heiligenvita Acta Sancti Gallicani. Im früheren Martyrologium Romanum stand unter dem 25. Juni der Eintrag:
„Alexandriae sancti Gallicani Martyris, viri Consularis, qui, sublimatus infulis triumphalibus et Constantino Augusto carus, a sanctis Joanne et Paulo ad Christi fidem conversus est; eaque suscepta, cum sancto Hilarino secessit ad Ostia Tiberina, atque ibi hospitalitati et infirmorum servitio totum se dedit. Cujus rei fama in toto Orbe divulgata, multi undique illuc venientes videbant virum ex Patricio et Consule lavare pauperum pedes, ponere mensam, aquam manibus effundere, languentibus sollicite ministrare et cetera pietatis officia exhibere. Ipse postmodum, sub Juliano Apostata, inde expulsus, Alexandriam perrexit; ibique, cum a Rauciano Judice sacrificare cogeretur et contemneret, ideo, percussus gladio, Christi Martyr effectus est.“
„In Alexandria [Gedächtnis] des heiligen Märtyrers Gallicanus, gewesener Konsul, der, als siegreicher Heerführer ausgezeichnet und dem Kaiser Konstantin teuer, von den heiligen Johannes und Paulus zum Christusglauben bekehrt wurde. Nachdem er ihn angenommen hatte, ging er mit dem heiligen Hilarinus nach Ostia und widmete sich dort ganz der Beherbergung und dem Dienst an den Kranken. Als die Kunde davon sich in der ganzen Welt verbreitet hatte, kamen viele von überall her dorthin und sahen, wie der einstige Patrizier und Konsul den Armen die Füße wusch, den Tisch bereitete, Wasser über die Hände goss, den Schwachen eifrig diente und weitere Werke der Frömmigkeit vollbrachte. Nachdem er bald darauf, unter Julian Apostata, von dort vertrieben worden war, gelangte er nach Alexandria. Als er dort von dem Richter Raucianus zum Kaiseropfer gedrängt wurde und es verweigerte, wurde er deswegen, vom Schwert durchbohrt, zum Blutzeugen Christi.“
Der heilige Gallicanus wird als Stifter der Basilika des Konstantin in Ostia genannt. Während seines ägyptischen Exils soll er als Eremit gelebt haben. In Rom tragen eine kleine Kirche in Trastevere und ein Krankenhaus seinen Namen. Seine Reliquien werden in Sant’Andrea della Valle verehrt.